# Batalha de Portland

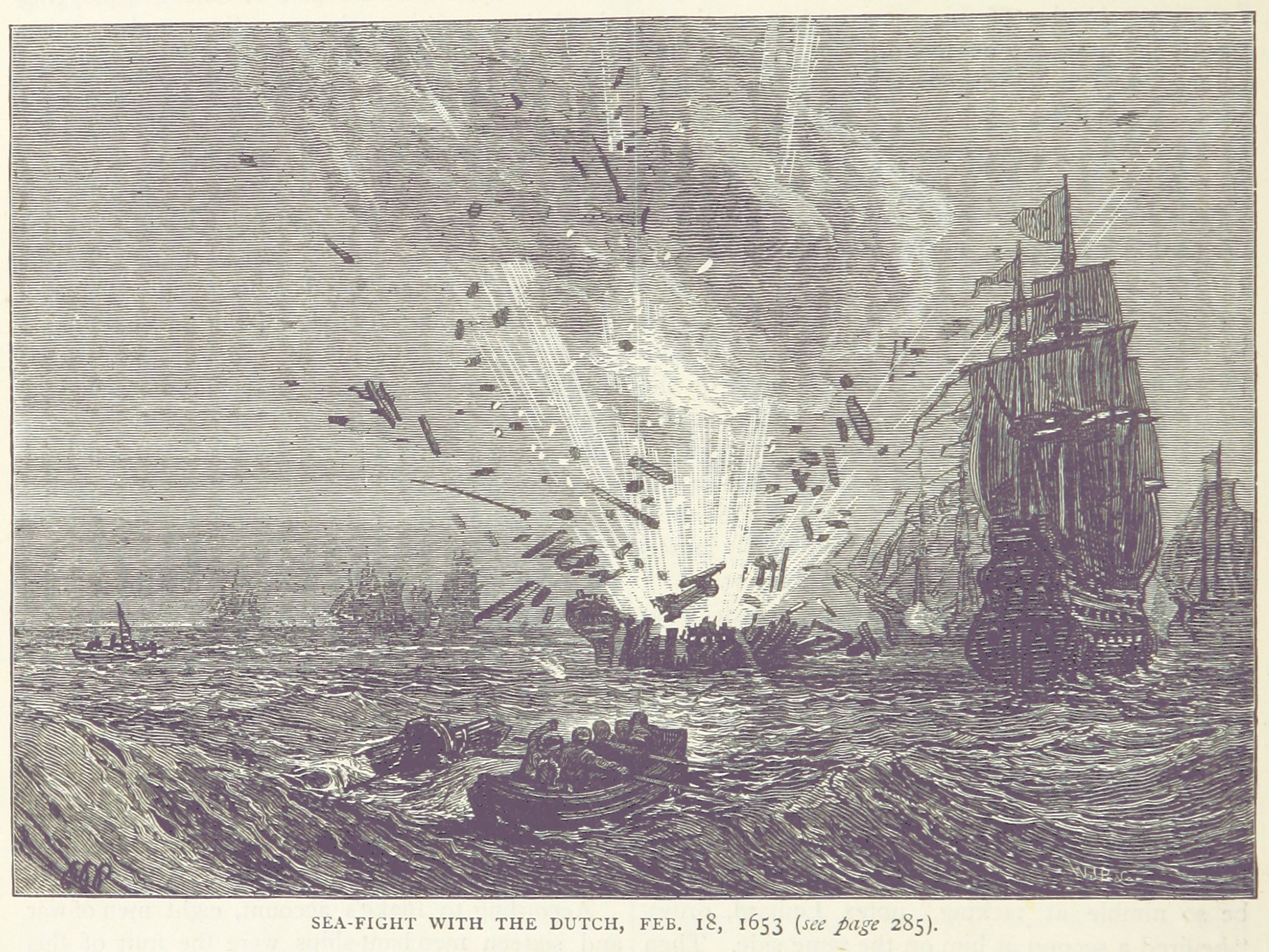
Batalha de Portland

A Batalha de Portland ou Batalha dos três dias foi um conflito naval que ocorreu entre 18 de Fevereiro e 20 de Fevereiro de 1653, durante a Primeira Guerra Anglo-Holandesa, quando a frota da Commonwealth da Inglaterra, sob o comando do almirante Robert Blake, foi atacada pela frota da República Holandesa, comandada pelo almirante Maarten Tromp, que escoltava navios mercantes através do Canal da Mancha. A batalha não conseguiu esclarecer a supremacia no Canal da Mancha, embora ambos os lados tenham aclamado vitória, e o controle final do Canal seria decidido somente na Batalha de Gabbard que permitiu que os ingleses bloqueassem a costa holandesa até a Batalha de Scheveningen.
Por isto, pode ser considerada como um leve revés para a Inglaterra e outro exemplo da superioridade holandesa com respeito a habilidade náutica da época.